# Phalangium incanum
Phalangium incanum is een hooiwagen uit de familie echte hooiwagens (Phalangiidae).